# Feuerbrauchtum

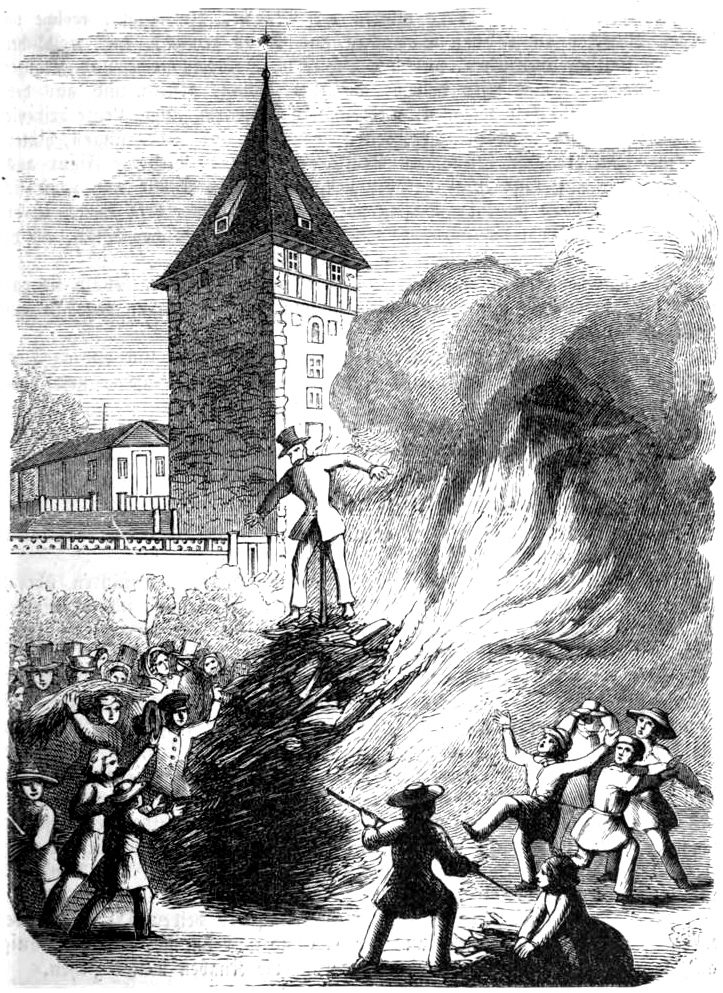
Das Winterverbrennen. Aus: Otto von Reinsberg-Düringsfeld: Das festliche Jahr in Sitten, Gebräuchen und Festen der germanischen Völker. Leipzig 1863

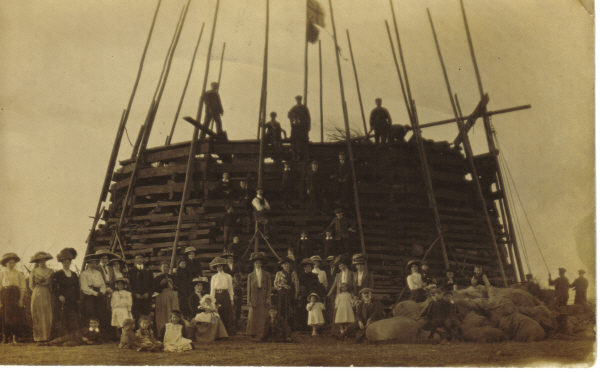
Vorbereitungen für ein Freudenfeuer auf dem „Hoad Hill“ anlässlich des diamantenen Thronjubiläums Königin Victorias, 1897

Feuerbrauchtum ist ein Sammelbegriff für das Abbrennen von Feuern im Brauchtum. Dabei handelt es sich durchwegs um Großfeuer.

## Übersicht über Brauchformen (Auswahl)

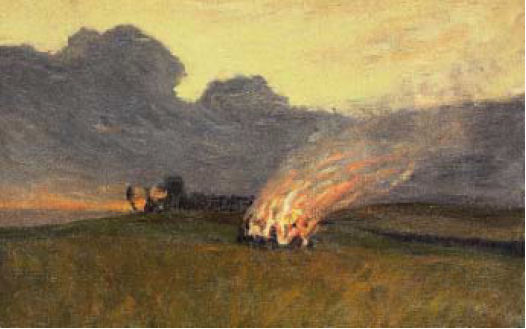
Paul Gauguin: Feux de joie (Freudenfeuer), Öl auf Leinwand, 1892

- Biikebrennen, Nordfriesland, Schleswig-Holstein, 21. Februar, am Vorabend des Festtags „Petri Stuhlfeier in Antiochien“ („Petritag“)[1]
- Burgbrennen, am Funkensonntag, erster Sonntag nach Aschermittwoch (alemannisch)
- Dita e Verës, heidnisches Frühlingsfest am 14. März in Albanien
- „Fastnachtsfeuer“:[2] siehe Scheibenfeuer
- „Feuer in den Alpen“, eine seit 1988 im Alpenraum im August weithin sichtbar auf Bergen gepflegte Aktion als Beitrag zu einer nachhaltigen Entwicklung des Alpenraums.[3]
- Funkenfeuer, auch am „Funkensonntag“
- Herz-Jesu-Bergfeuer, 2. Freitag nach Fronleichnam, Tirol[4]
- Halloween (urspr. vielleicht irisch Samhain, heute zunehmend weltweit, auch Heischebrauch)
- Hüttenbrennen, Eifel, Deutschland, am Funkensonntag
- Hutzelfeuer, regionale Variante der Winterverbrennung in Mittel-, Ost- und Nordhessen und in Thüringen mit Schwerpunkt in der Rhön
- Martinsfeuer anlässlich des St. Martinstags am 11. November, z. B. zum Abschluss von Martinszügen oder an den Rebhängen des Ahrtals[5]
- Neujahrsfeuer (Überformung des Wintersonnwendfeuers, heute weltweit durch Feuerwerk bzw. durch den Weihnachtsbaum ersetzt)
- Osterfeuer und andere Frühlingsfeste
- Scheibenfeuer, ebenfalls am „Funkensonntag“
- Sechseläuten, Mitte April, Zürich, Schweiz
- Sonnwend- bzw. Johannisfeuer, 21. bis 24. Juni, europaweit; teilweise auch zur Wintersonnwende[6]
- Walpurgisnacht: in der Nacht vom 30. April auf den 1. Mai
- Hexenbrennen im sorbischen Siedlungsgebiet in der Walpurgisnacht

Bei manchen dieser Bräuche ist das Verbrennen einer Figur z. B. aus Stroh fester Bestandteil des Rituals.

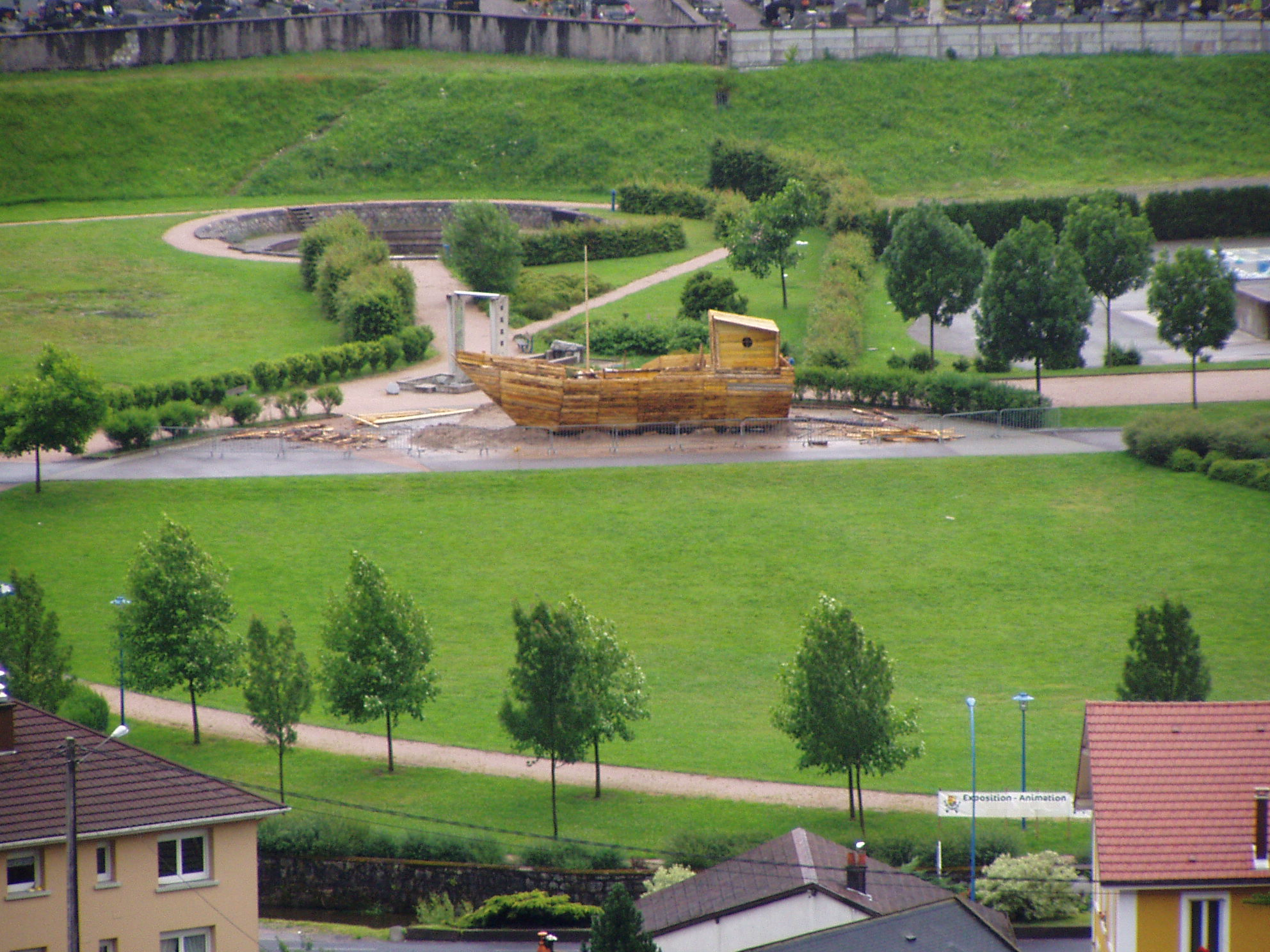
Zum Verbrennen anlässlich „Johanni“ vorbereitetes Holzschiff. Bussang, Vogesen, Frankreich, Juli 2007
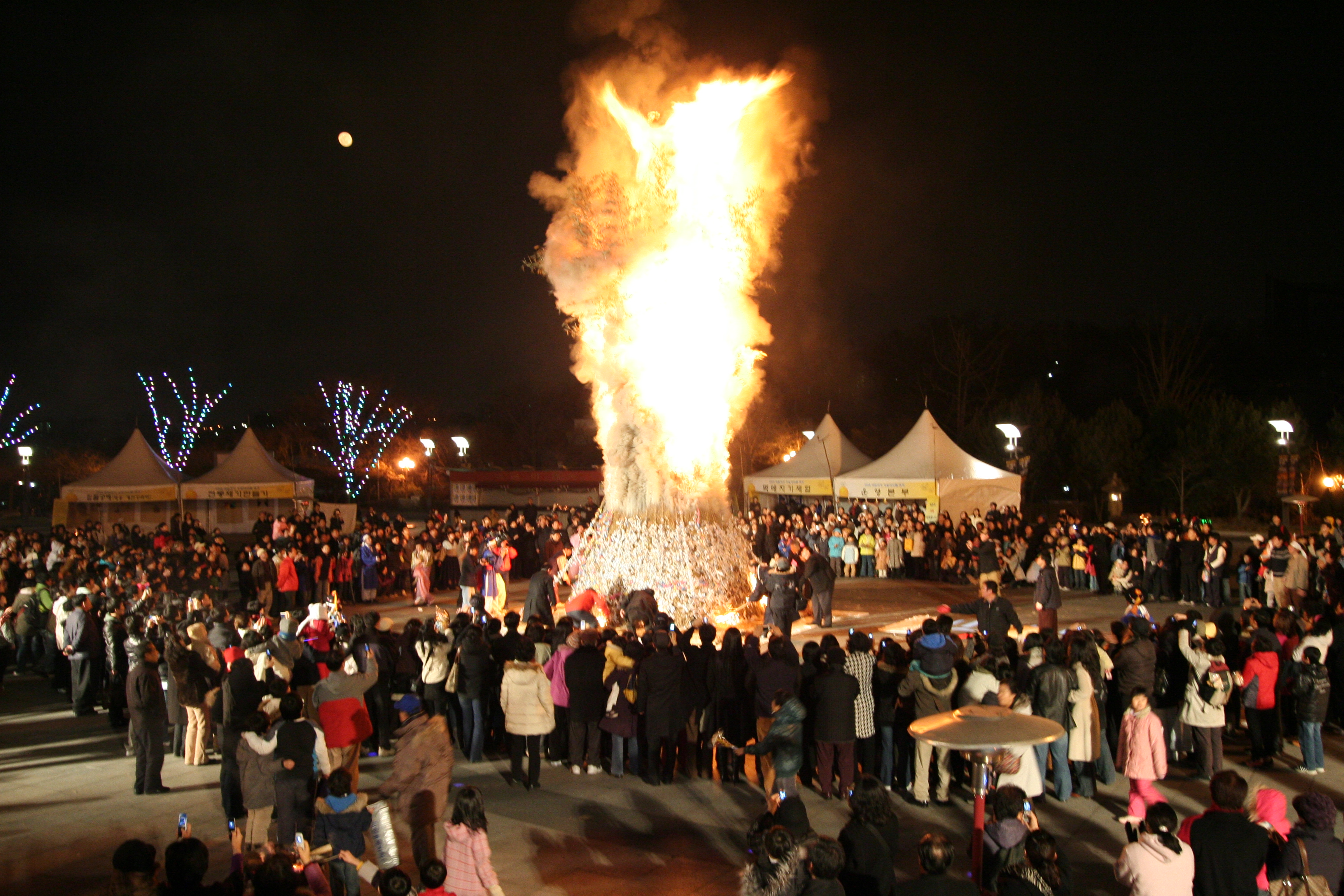
Full Moon Festival (Vollmondfestival), Daeboreumnal, Korea, Februar 2008
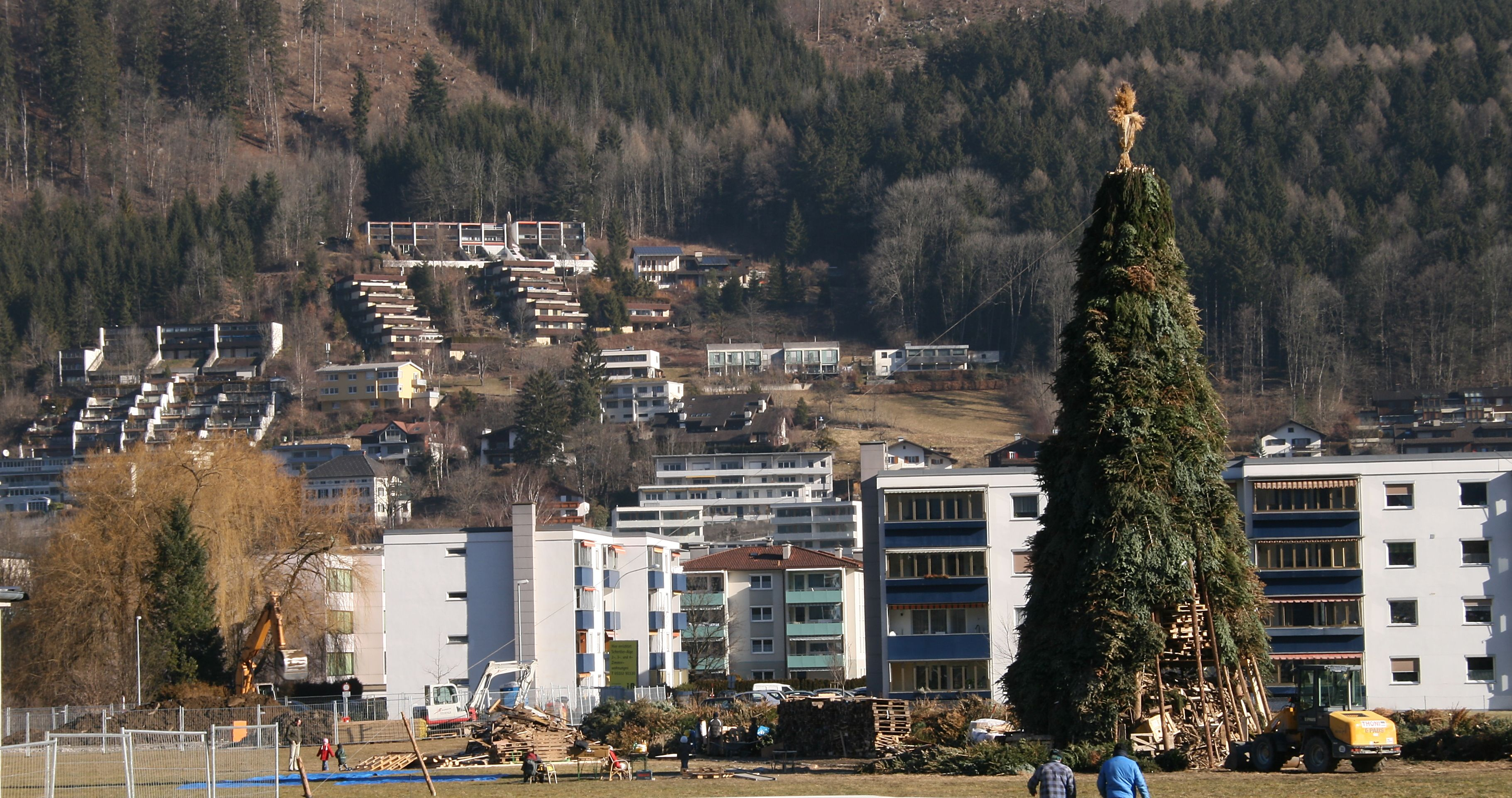
Funkenfeuerpyramide, Bludenz, Österreich, Februar 2008
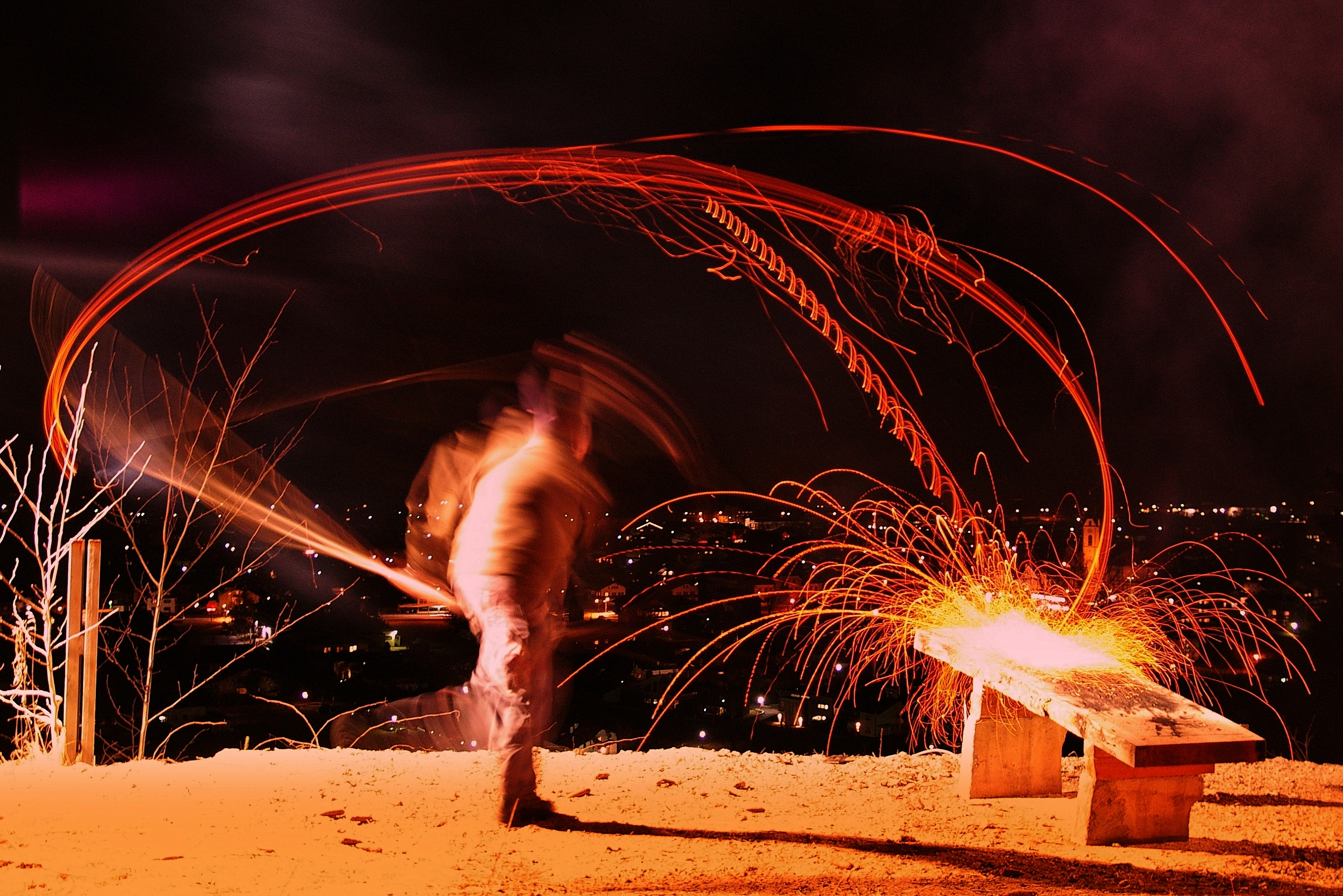
Scheibenschlagen vor dem Nachthimmel (Zams, Tirol, Februar 2008)
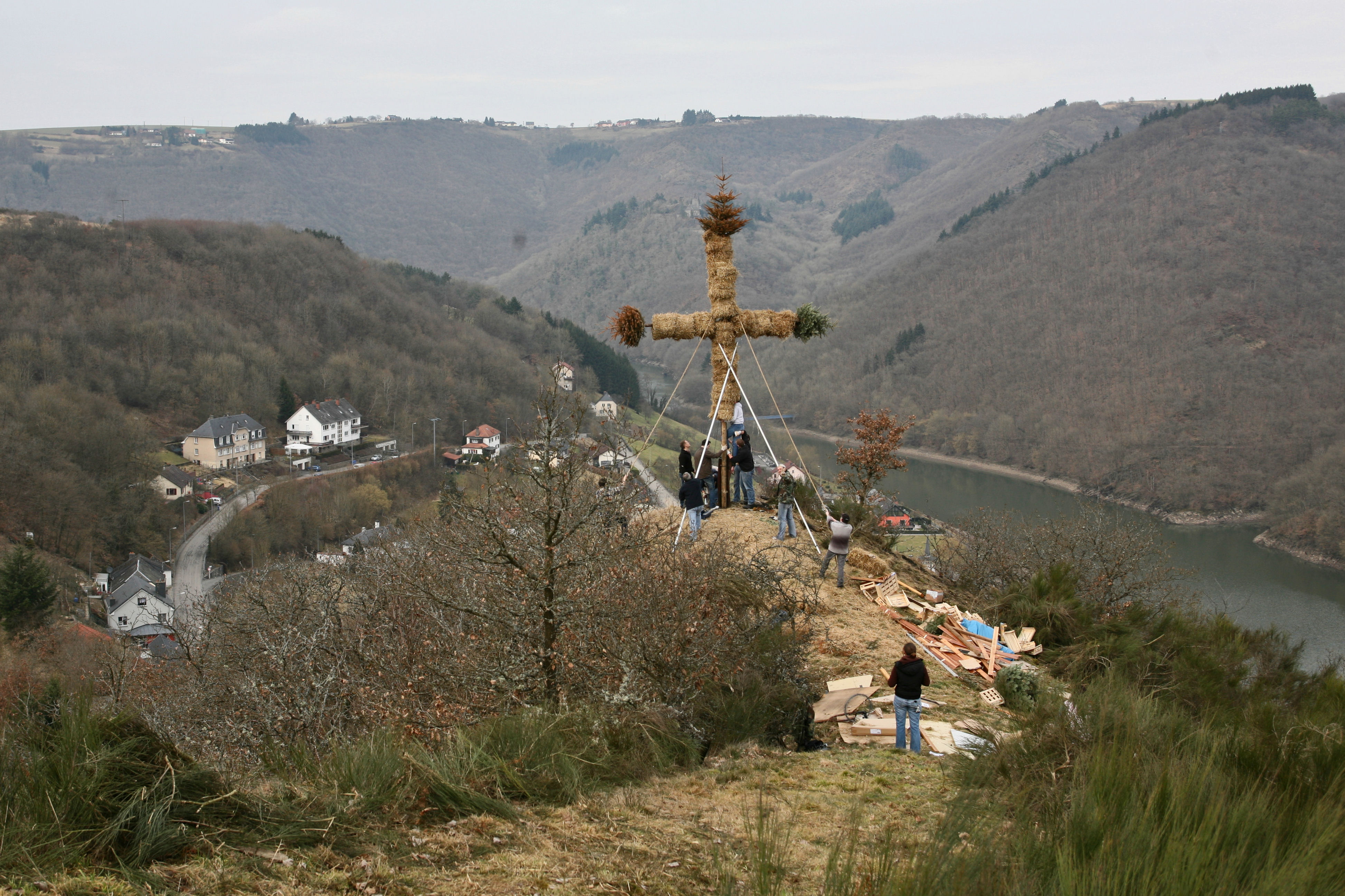
Strohkreuz für das „Burgbrennen“, Bivels, Luxemburg, März 2009
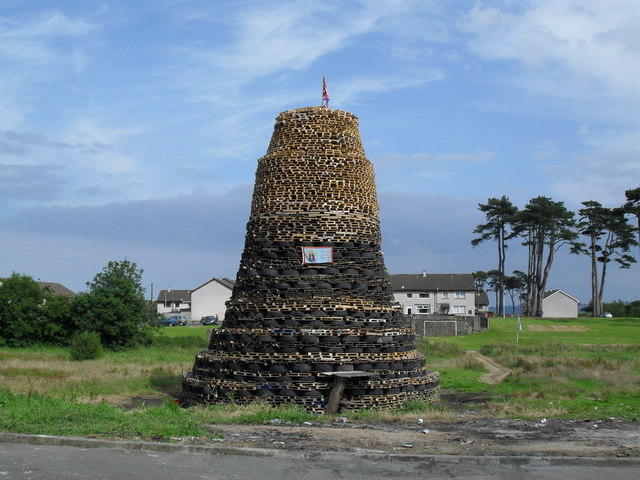
Holzstoß für ein Freudenfeuer von Ulster-Loyalisten in der Nacht vor dem Orangemen’s Day (12. Juli), Nordirland, 2009
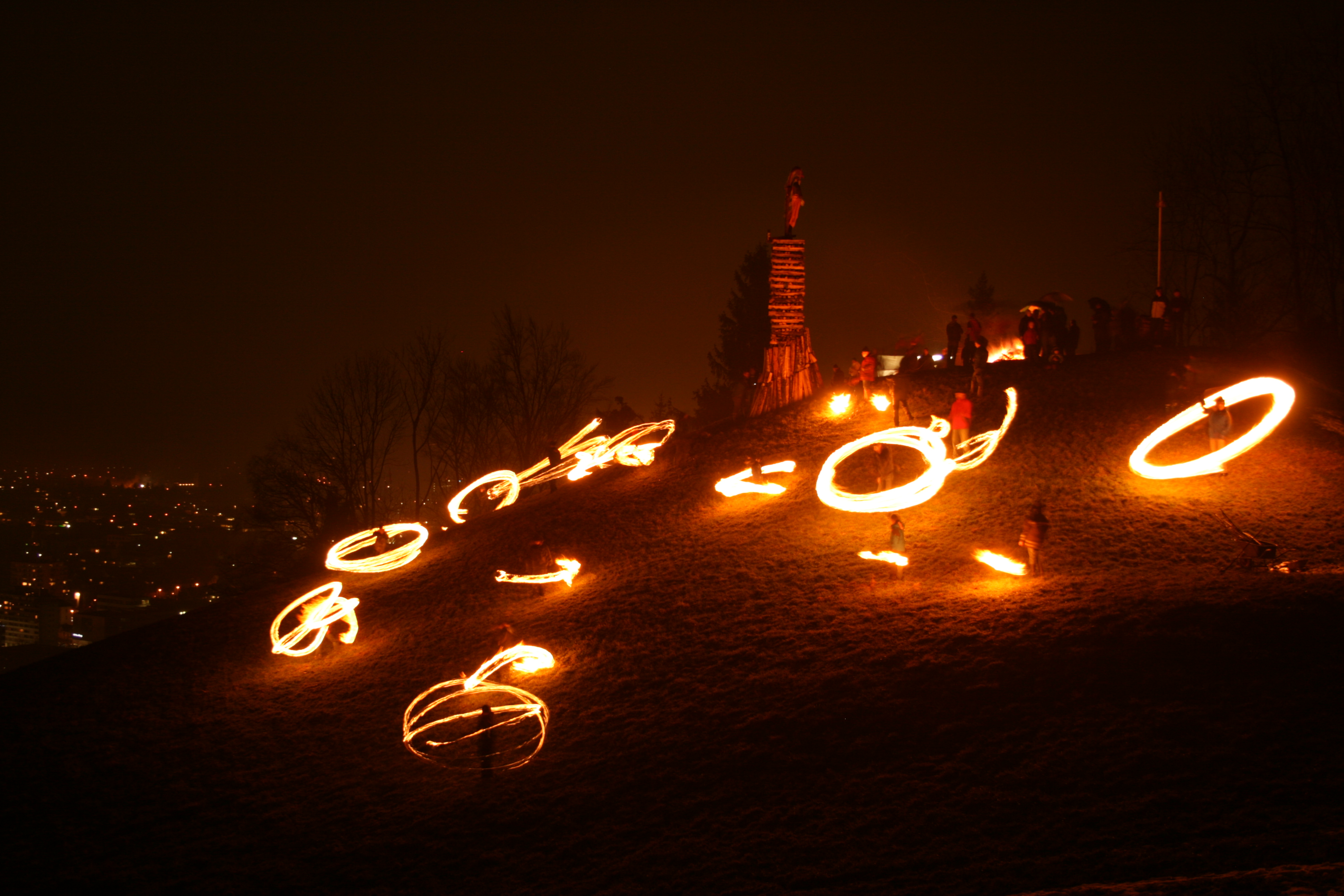
Glühend auf ihren Stöcken rotierend bewegte Scheiben beim Bürgler Funkenfeuer, Dornbirn, Österreich, Februar 2012

Allgemeine Formen sind:
- Feuerrad (Weihnachten, Neujahr, Karneval, Ostern oder Pfingsten)
- Brauchtum um das Herdfeuer, weltweit seit der Antike überliefert, ist europaweit weitgehend ausgestorben.

Anlassgebunden sind etwa das Notfeuer (wohl germanisch, bis in das 20. Jh. erhalten) oder Erntedankfeuer (in Europa aber naturgemäß an einen Herbsttermin gebunden, siehe „Kartoffelfeuer“).

## Rechtslage

### Deutschland
Brauchtumsfeuer dürfen weder Umweltbelange noch die öffentliche Sicherheit gefährden. Sie sind zumindest anzeigepflichtig und müssen vom Veranstalter beaufsichtigt werden.

### Österreich
Bisher durften offene Großfeuer zu Veranstaltungszwecken des Brauchtums weitgehend problemlos abgehalten werden, einschlägige Sicherheits- und Brandschutzmaßnahmen wie die Anwesenheit der Feuerwehr – die Freiwilligen Feuerwehren sind traditionell eng ins Brauchtumsleben eingebunden – oder Brandwache auch nach Abbrand, wie auch vernünftigen Umgang mit den Brandmaterialien, vorausgesetzt. Mit dem im Jahr 2002 eingeführten Bundesluftreinhaltegesetz wurden die bisherigen Landes-Luftreinhaltegesetze außer Kraft gesetzt. Seither ist das Abbrennen von „Feuer im Rahmen von Brauchtumsveranstaltungen“ – zeitliche und räumliche Ausnahmegenehmigung durch Verordnung durch den Landeshauptmann vorausgesetzt – nur dann zulässig, wenn die Feuer „ausschließlich mit biogenen Materialien beschickt werden“ Das ist insofern problematisch, da es bei manchen Brauchtumsfeuern, wie etwa auch dem in das Verzeichnis des Immateriellen Kulturerbes in Österreich aufgenommenen Vorarlberger Funkensonntag und auch vielen anderen Feuerbräuchen, bei denen traditionell Figuren oder anderes über ein reines Feuer hinausgehende verbrannt werden, oder zu dem Zweck frisch geschlägertes Holz verwendet wird, nicht möglich ist, die strengen Vorgaben des Gesetzes einzuhalten. Das Gesetz wurde diesbezüglich als „weit über das Ziel [des Unterbindens unnötiger Luftverschmutzung, Anm.] hinausgeschossen“ bezeichnet, von anderer Seite aber eine schärfere Regelung bezüglich des altbekannten Problems österlicher Abfallentsorgung und dem Trend zu immer spektakuläreren Feuern – etwa auch unter Einsatz von Brandbeschleunigern – durchaus begrüßt.

### Schweiz

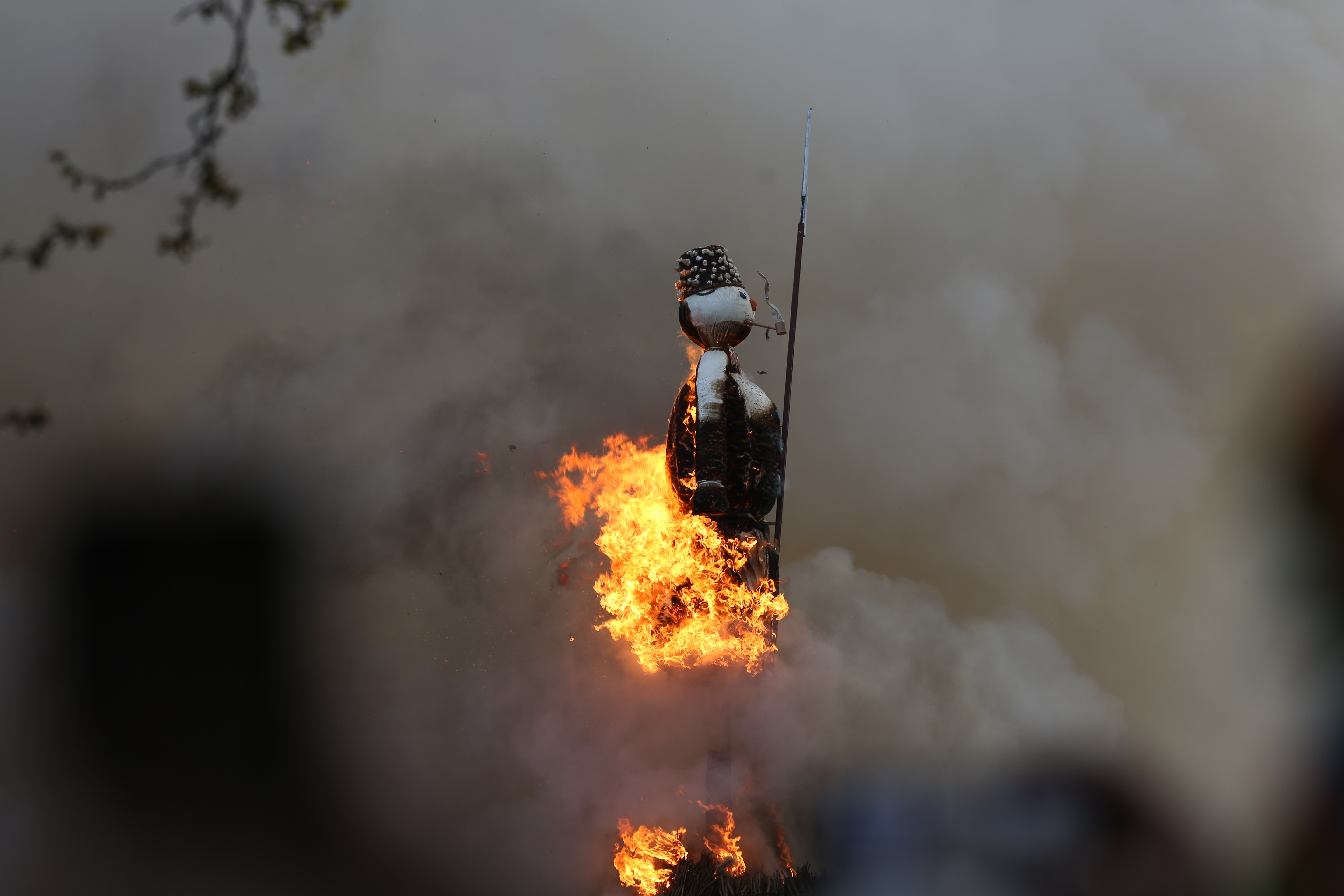
Brennender Böögg am Zürcher Sechseläuten

Brauchtumsfeuer, etwa anlässlich des Bundesfeiertags am 1. August, sind zulässig, das Verbrennen natürlicher Wald-, Feld- und Gartenabfälle jedoch nur, wenn dadurch keine übermäßigen Immissionen entstehen (Art. 30c USG) und sie so trocken sind, dass dabei nur wenig Rauch entsteht.

## Weitere

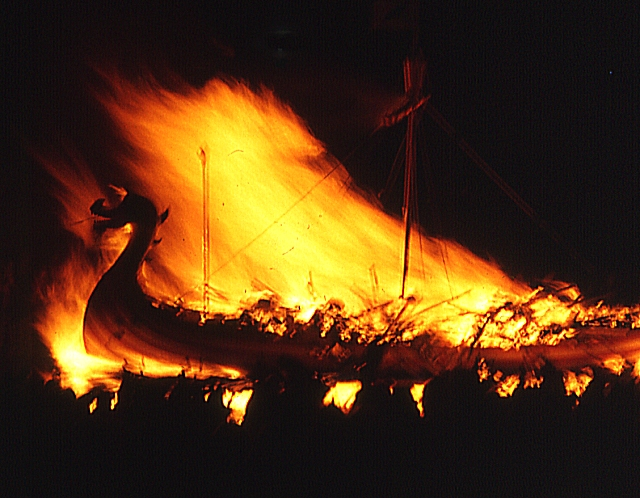
Die hellauf lodernde Galley (dt. „Galeere“), Nachbildung eines Wikingerschiffs, beim schottischen Up Helly Aa (Lerwick, 1973)

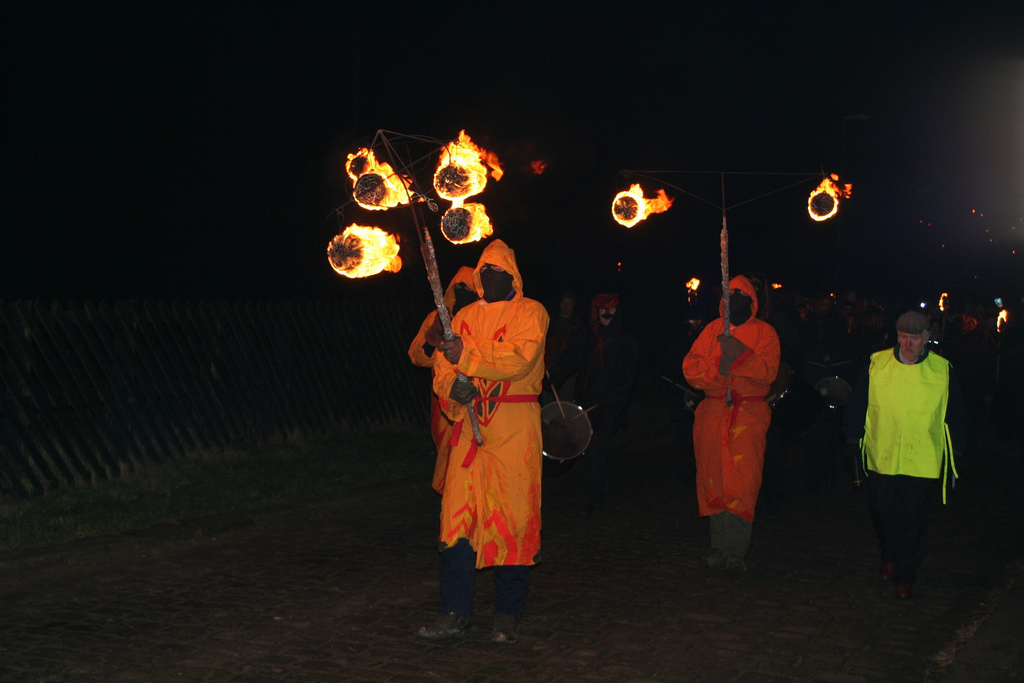
„Imbolc-Prozession“ beim Imbolc-Festival 2006 in Marsden, Huddersfield, West Yorkshire, Großbritannien

Auch beim schottischen Wikingerfest Up Helly Aa Ende Januar oder beim keltischen bzw. „neuheidnischen“ Frühjahrsfest Imbolg Anfang Februar z. B. spielt Feuer eine wesentliche Rolle.